# St.-Sava-Orden
Der St.-Sava-Orden, auch Sabaorden, wurde als serbischer Verdienstorden im Königreich Serbien bzw. späteren Königreich Jugoslawien als staatliche Auszeichnung vergeben. Gestiftet wurde er am 23. Januar 1883 von König Milan I. von Serbien. Seit 1945 ist er die höchste Auszeichnung der Serbisch-Orthodoxen Kirche.

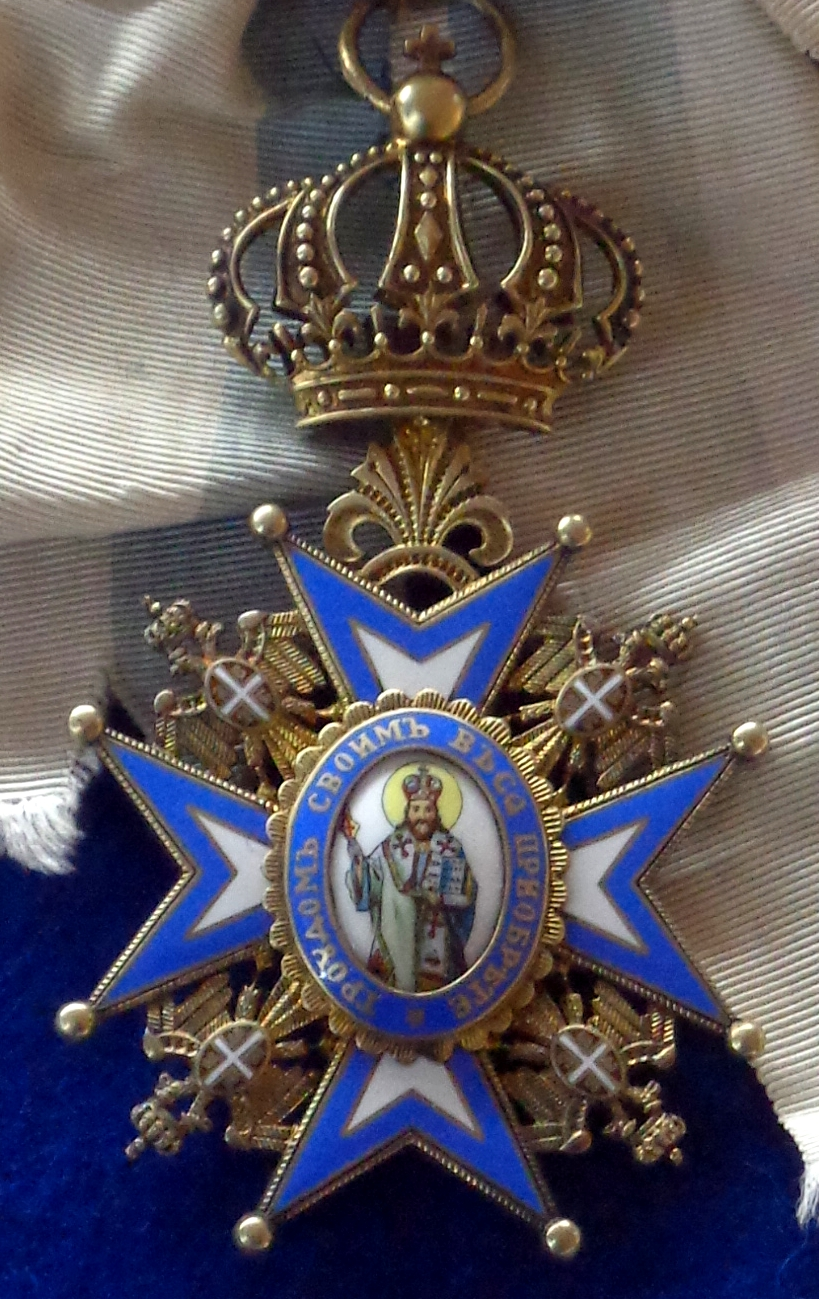
Ordenszeichen

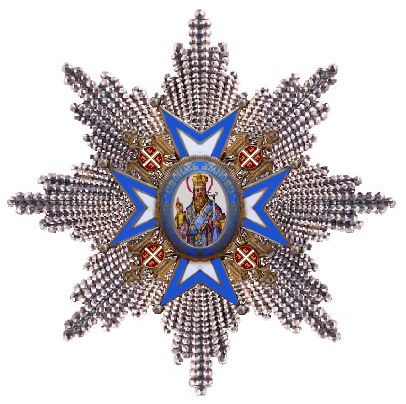
Bruststern des Großkreuzes

Nach dem neuen Ordensgesetz von 1883 wurde zum damaligen einzigen Takovo-Orden dieser neue Orden geschaffen. Der Takovo-Orden wurde in einen reinen Militärorden gewandelt und der St.-Sava-Orden sollte nun die Verdienste der Künste, der Wissenschaft, im Schulwesen und in der Religion würdigen.
Er ist nach dem serbischen Heiligen Sava, auch Sabbas, benannt. Das war der jüngste Bruder des ersten serbischen Königs Stephan und auch der erste serbische Schriftsteller. Er wurde als Begründer der serbischen Volksbildung verehrt und soll das Kloster Chilandar 1192 auf dem Berg Athos gegründet haben, das als Wurzel für Wissenschaft und Kunst in dem Land galt.

## Ordensklassen
Der Orden hatte fünf Klassen.
- Großkreuz
- Großoffizier
- Kommandeur
- Offizier
- Ritter

## Ordensdekoration
Ein emailliertes, achtspitziges Malteserkreuz mit goldener Einfassung und kleinen Kugeln an den acht Spitzen des Kreuzes bildet die Dekoration. Das Kreuz ist weiß emailliert und hat einen blauen Rand. In den Kreuzwinkeln ist je ein goldener Doppeladler. Die Adlerbrust zeigt das serbische Wappen in einem Oval. Für die ersten drei Klassen ist das Wappen farbig gestaltet.
Im ovalen Medaillon befindet sich auf der Vorderseite auf Gold das farbige Bild des heiligen Sava. Im blau emaillierter goldgefasster Reif sind die serbischen Initialen in Gold „Im eigenen Heim wird die Macht gefunden“. Das entstammt einem alten serbischen Kirchenspruche.
Die Rückseite zeigt die verschlungenen Initialen des Stifters M. L. im Medaillon mit einer Krone darüber. Der Reif zeigt im Revers goldene Lorbeerzweige. Über dem Ordenskreuz eine durchbrochene goldene Königskrone und mit einem goldenen Ornament am Kreuzarm befestigt schließt die Dekoration ab.
Nur für die fünfte Klasse ist alles aus Silber. Die Klassenstufung erfolgte auch über die Größe.

## Ordensband und Trageweise
Das Ordensband war weiß und an beiden Seiten mit einem hellblauen breiten Streifen versehen.
Die I. Klasse trug den Orden als Schärpe über die Schulter. II. und III. Klasse trugen einen Halsorden und die beiden letzten Klassen dekorierten im Knopfloch. Die IV. Klasse nahm das Band in Form einer Rosette.
Ein Ordensstern zusätzlich war für die I. und II. Klasse vorgesehen. Dieser ist ein brillantierte mit dem Ordenskreuz mittig belegter Bruststern. Die Krone fehlte und war genauso für die II. Klasse, nur etwas kleiner.

## Bekannte Träger
Siehe: Liste der Träger des St.-Sava-Ordens